# Rejas (Madrid)
Rejas es un barrio administrativo de la ciudad española de Madrid, perteneciente al distrito de San Blas-Canillejas.

## Características

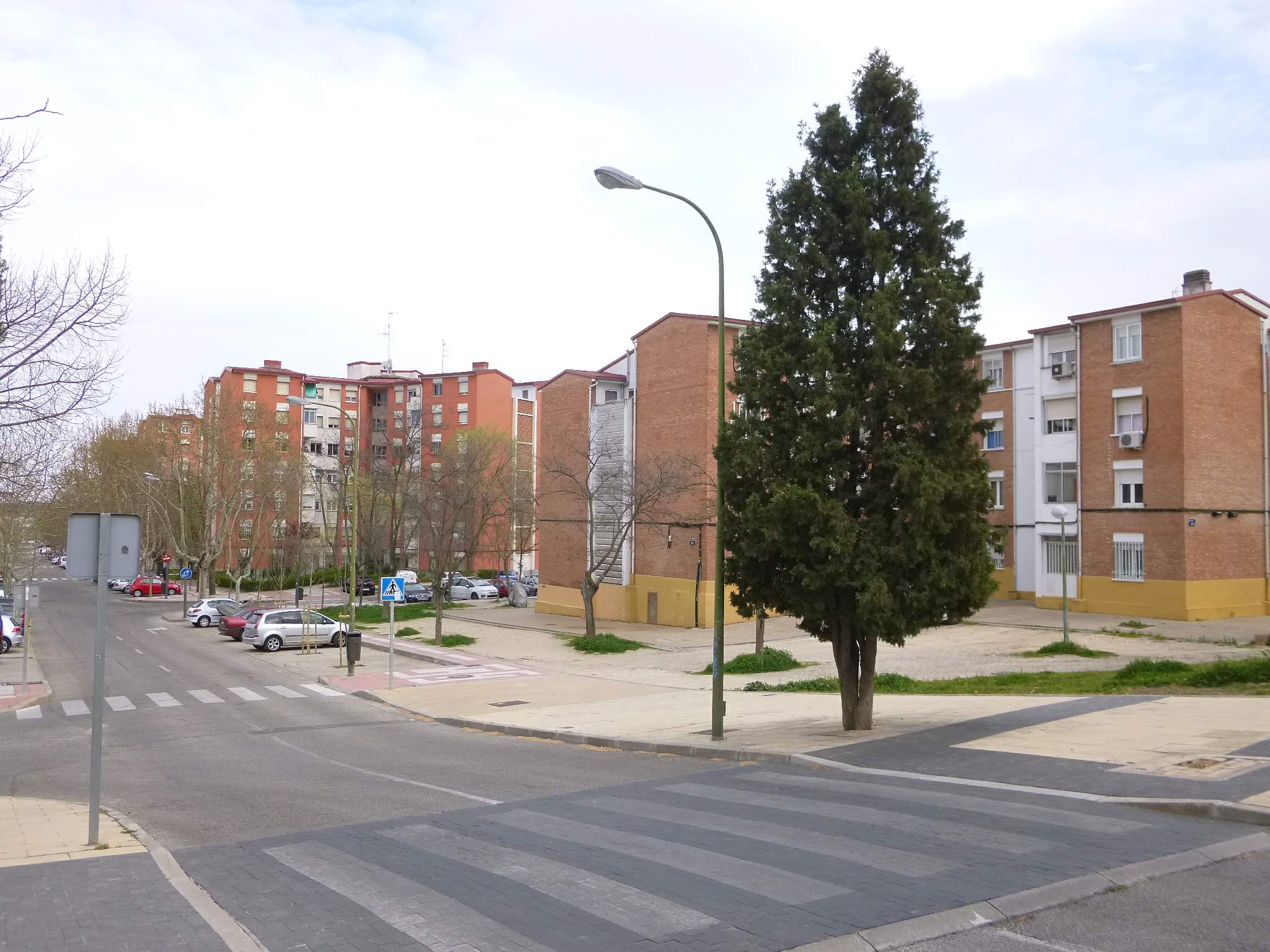
Vista de Ciudad Pegaso

Con una superficie de 5,01573218 km², y rodeado de las carreteras A-2, M-40 y M-21, se considera como una zona «aislada». La población se concentraba originalmente en la parte oeste del barrio, en la llamada Ciudad Pegaso. Incluye también suelo industrial.
En este barrio también se encuentra el centro comercial y de ocio Centro Comercial Plenilunio. En 2019 se inauguró el instituto de educación secundaria Jane Goodall.

## Transportes
Autobuses urbanos
| Línea | Terminales                    |
| ----- | ----------------------------- |
| 77    | Ciudad Lineal - Fin de Semana |
| 88    | Canillejas - Rejas            |
| 167   | Alsacia - Fin de Semana       |
| N5    | Cibeles - Fin de Semana       |

Autobuses interurbanos
| Línea | Terminales                          |
| ----- | ----------------------------------- |
| 290   | El Cañaveral - Coslada - Plenilunio |

Además, en el entorno de la A-2, realizan parada gran parte de las líneas interurbanas correspondientes al Corredor 2.